# Juan Iniesta Cuquerella
Juan Iniesta Cuquerella (Villena, 1908-¿Alicante?, década de 1990) fue maestro, político y dirigente socialista. Estuvo exiliado en Orán (Argelia francesa) tras las Guerra Civil y, tras pasar por Francia, regresó a España en 1972 para colaborar con la organización clandestina del PSOE.

## Vida
Nacido en 1908 en Villena (Alicante), trabajó en un principio como empleado ferroviario. Posteriormente realizó estudios de magisterio y ejerció como maestro en La Encina (1934) y Lorcha (1936). Al inicio de la guerra civil española y dado que era militante socialista, se trasladó a Alicante para hacerse cargo de la Escuela de Magisterio como delegado del Ministerio de Instrucción Pública. Siendo miembro de la FETE, en 1937 fue elegido presidente de la federación en la provincia de Alicante.
Juan Iniesta fue director del diario socialista Bandera Roja y colaboró con otros periódicos socialistas, como El Obrero (de Elche), Avance  o Juventud (ambos de Alicante). También colaboró con el semanario alcoyano Orientación Social con un artículo sobre las relaciones entre la revolución social y la pedagogía.
Su labor, junto con la de Rodolfo Llopis, fue fundamental para poder evacuar a los altos cargos del Partido Socialista Obrero Español en el Stanbrook. Se exilió a Orán, desde donde durante la Segunda Guerra Mundial participó en la resistencia contra el nazismo. Poco antes de acabar la contienda, en 1944, se trasladó a Toulouse (Francia) y desde allí colaboró con cierta frecuenta con el diario El Socialista. En 1972 regresó a España para colaborar con la organización clandestina del PSOE en la ciudad de Alicante. Ya en 1976 pasó a pertenecer a la Ejecutiva Provincia del partido, incorporándose posteriormente al sector renovado del PSOE.